# 328 Dywizja Piechoty (III Rzesza)
328 Dywizja Piechoty (niem. 328. Infanterie-Division) – niemiecka dywizja z czasów II wojny światowej, głównie uczestniczyła w walkach przeciw Armii Czerwonej. 
Sformowana w rejonie Mławy na mocy rozkazu z 19 grudnia 1941, w 17. fali mobilizacyjnej w IX Okręgu Wojskowym. Wysłana została na front wschodni do walki przeciw Armii Czerwonej. Nie walczyła jednak jako całość, gdyż tworzące ją pułki przydzielono różnym korpusom. Należący do 328 DP 547 pułk piechoty i 1 batalion 328 pułku artylerii nigdy nie wróciły w jej skład po wchłonięciu ich przez 83 Dywizję Piechoty. W całość 328 DP została połączona dopiero wiosną 1943. Przeciw Armii Czerwonej walczyła pod Kurskiem, Charkowem i Izjum. Z powodu doznanych strat, 2 listopada 1943 została zredukowana do 328 grupy dywizyjnej. Ostatecznie grupa ta została włączona w skład 306 Dywizji Piechoty.

## Dowódcy dywizji
- gen. por. Albert Fatt 15 VIII 1941 – 30 XII 1941;
- gen. por. Wilhelm Behrens 30 XII 1941 – 3 IV 1942;
- gen. por. Joachim von Tresckow 3 IV 1942 – 20 XI 1943.

## Struktura organizacyjna
- Skład w grudniu 1941:

547., 548. i 549. pułk piechoty, 328. pułk artylerii, 328. oddział przeciwpancerny;
Struktura organizacyjna w styczniu 1942 roku:
547., 548. i 549. pułk piechoty, 328. pułk artylerii, 328. batalion pionierów, 328. oddział przeciwpancerny, 328. oddział łączności;
- Skład w marcu 1943:

548., 549. i 569. pułk grenadierów, 328. pułk artylerii, 328. batalion pionierów, 328. oddział przeciwpancerny, 328. oddział łączności, 328. polowy batalion zapasowy;